# Alois Rothenberg
Alois Rothenberg (geboren 15. Dezember 1889 in Boryslaw, Österreich-Ungarn; gestorben 1946 in Palästina) war ein Mineralölhändler, jüdischer Funktionär und Leiter des Palästinaamts in Wien zum  Zeitpunkt des Anschlusses Österreichs an das nationalsozialistische Deutschland Anfang 1938. 

## Leben
Alois Rothenberg stammte aus Galizien und kam 1908 nach Wien. Er studierte Rechtswissenschaften und wurde promoviert. Rothenberg war Mitglied der Allgemeinen Zionisten. Er unternahm mehrere zionistische Propagandareisen nach Palästina. 1918 gehörte er dem Präsidium des Jüdischen Nationalrats an, er war Vorstandsmitglied des Zionistischen Landesverbandes für Österreich und war seit 1932 Mitglied der Palästinaamtskommission. Ab 1934 leitete Rothenberg das österreichische Palästinaamt der Jewish Agency. Er schrieb für die Zeitschriften Moriah und Haschachar.
Der wenige Tage nach dem sogenannten Anschluss Österreichs an das Deutsche Reich in Wien eingetroffene SS-Obersturmführer Adolf Eichmann ließ gegen Ende des Monats sechs führende und noch in Freiheit befindliche Vertreter der jüdischen Gemeinde einbestellen – der Präsident und der Vizepräsident der bereits am 18. März von den Nationalsozialisten geschlossenen Israelitische Kultusgemeinde Wien, Desider Friedmann und Robert Stricker, und Jakob Ehrlich, vormals Vizepräsident der Kultusgemeinde und Präsident der „Zionistischen Organisation“, waren verhaftet und in das KZ Dachau eingeliefert worden – um von ihnen unbedingten Gehorsam und kompromisslose Kooperation gemäß seinen Anweisungen zu fordern. Er bestand darauf, dass sofort einer der sechs diesbezüglich als Verantwortlicher zu benennen sei und schlug Adolf Böhm (1873–1941) vor, Fabrikbesitzer, Historiograph der zionistischen Bewegung und Präsident des Jüdischen Nationalfonds in Wien. Da Böhms Gesundheit auf Grund von Eichmanns permanenten Drangsalien bereits sehr angegriffen war, nominierten die sechs statt seiner den jüngsten unter ihnen, Alois Rothenberg vom Wiener Palästina-Amt. Anfang Mai wurden das Palästina-Amt, die Jugendorganisation Hechalutz und die nunmehr als Jüdische Gemeinde Wien bezeichnete Kultusgemeinde wieder eröffnet. Rothenberg wurde von Eichmann zum Leiter des Palästina-Amts bestimmt, und der kurz zuvor aus der Haft entlassene hauptamtliche Direktor der Jüdischen Gemeinde Wien, Joseph Löwenherz, wurde von Eichmann wieder eingesetzt.
Rothenberg und Löwenherz waren nun die beiden einzigen offiziell anerkannten Kontaktpersonen der jüdischen Bevölkerung zu Eichmann und zur Gestapo. Eichmanns despotisches Auftreten, seine unverhohlenen erpresserischen Drohungen und die von ihm praktizierte Kollektivhaftung ließen wenig Handlungsspielraum und degradierten die jüdischen Repräsentanten im Laufe der Zeit de facto zu Erfüllungsgehilfen. Alle bestehenden jüdischen Organisationen waren in einer Einheitsorganisation zusammenzufassen, wobei jegliche Einmischung jüdischer Organisationen aus dem Altreich oder gar organisatorische Verschmelzung mit diesen untersagt war. Andererseits befahl Eichmann die Aufnahme von Kontakten mit ausländischen jüdischen Hilfsorganisationen, um diese zur Mitfinanzierung der jüdischen Auswanderung zu bewegen, und Rothenberg und Löwenherz reisten deshalb mehrfach ins Ausland. Der Erfolg einer Bittstellerreise der beiden nach London und Paris vom 4. Juni bis 16. Juni 1938 war die Zusage einer zukünftigen monatlichen Unterstützung von 100.000 Dollar durch das Joint Distribution Committee und den Central British Fund für die Jüdische Gemeinde Wien.
Unter dem Druck Eichmanns war ab sofort die Hauptaufgabe des Palästina-Amts und des Zionistischen Landesverbands, der nun von Eduard Pachtmann geleitet wurde, die Vorbereitung und Organisation der jüdischen „Auswanderung“. Am 20. August 1938 wurde – vermutlich auf Vorschlag von Löwenherz und Rothenberg – die Zentralstelle für jüdische Auswanderung in Wien eingerichtet. Während aber Löwenherz und Rothenberg den Zweck dieses Amts in der Vereinfachung der Verwaltungsvorgänge für Auswanderungswillige gesehen hatten, wurde sie von Eichmann dazu benutzt, jeden Antragsteller weitestgehend seines Eigentums zu berauben. „Unbedenklichkeitsbescheinigungen“ wurden erteilt, wenn keine „Rückstände“ aus Mieten, Gebühren, Steuern oder Judenvermögensabgabe zu verzeichnen waren und „Passumlage“ und Reichsfluchtsteuer bezahlt waren.
Da Großbritannien wegen der gewaltsamen Auseinandersetzungen zwischen Arabern und Juden nur wenige Immigrationsgenehmigungen („Zertifikate“) für Juden in das britische Mandatsgebiet Palästina ausgab, konnten trotz „Unbedenklichkeitsbescheinigung“ nur wenige österreichische Juden dorthin ausreisen. Angesichts des Ansturms Ausreisewilliger verlangte Rothenberg von der Jewish Agency tausende weiterer Zertifikate für 1938, bekam aber nur ein paar Dutzend. Für das gesamte Jahr 1938 wurden 1964 Zertifikate an Österreich vergeben – zwar erheblich mehr als die 214 im Jahr 1937, aber – etwa 1 % der damaligen jüdischen Einwohnerzahl Wiens entsprechend – in keiner Weise dem Ansturm der Verzweifelten angemessen.
Nach der Reichspogromnacht befanden sich Anfang Dezember 1938 noch 1319 Wiener Juden, die im Besitz von Einreisebewilligungen in verschiedene Aufnahmeländer waren, als „Schutzhäftlinge“ in Konzentrationslagern. Die Jüdische Gemeinde Wien und das Palästinaamt sahen sich „einem großen Ansturm verzweifelter und ratloser“ Personen gegenüber, der die „normale Tätigkeit“ ihrer Auswanderungsabteilungen beeinträchtigte. Löwenherz und Rothenberg erwirkten bei Eichmann, dass für Auflagen zum Verlassen des Reichsgebietes die Fristsetzung auf acht Wochen verlängert wurde.
Als Leiter des Palästinaamts arbeitete Rothenberg mit der Hechaluz zusammen, der führenden zionistischen Organisation, sowie mit der Kinder- und Jugend-Alijah und den jungen religiösen zionistischen Pionieren. Rothenberg wollte die begrenzte Zahl von Einwanderungsgenehmigungen nach Palästina unter allen österreichischen Zionisten verteilen und geriet damit in einen Konflikt mit Ze'ev Willy Ritter vom Hechaluz, der alle Genehmigungen für seinen Verband beanspruchte.
Rothenberg wurde von Georg Landauer als guten Willens und arbeitsam, aber schwach, krank und wegen seines permanenten Verkehrs mit der Gestapo erschöpft und übervorsichtig beschrieben, jemand, der alles zu vermeiden suchte, was Verdacht oder Beanstandung hervorrufen könnte, und seiner Aufgabe nicht gewachsen.
Rothenberg emigrierte im März 1940, offiziell nach Triest, von dort aus per Schiff nach Palästina. Durch ein schweres Herzleiden behindert, konnte er nur noch bedingt im Council of Jews from Austria und im Irgun Olej Merkas Europa tätig sein. Beruflich betätigte er sich als Herausgeber illustrierter hebräischer Kinderbücher. 
Am 9. August 1946 erschien im Mitteilungsblatt des Irgun Olej Merkas Europa ein mit A. signierter Nachruf.